# Bezirk Münchengrätz
Der Bezirk Münchengrätz (tschechisch Okresní hejtmanství Mnichovo Hradiště) war ein Politischer Bezirk im Königreich Böhmen. Der Bezirk umfasste Gebiete in der heutigen Mittelböhmischen Region (Okres Mladá Boleslav). Sitz der Bezirkshauptmannschaft war die Stadt Münchengrätz (Mnichovo Hradiště). Das Gebiet gehörte seit 1918 zur neu gegründeten Tschechoslowakei und ist seit 1993 Teil Tschechiens.

## Geschichte
Die modernen, politischen Bezirke der Habsburgermonarchie wurden 1868 im Zuge der Trennung der politischen von der judikativen Verwaltung geschaffen.
Der Bezirk Münchengrätz wurde 1868 aus den Gerichtsbezirken Weißwasser (tschechisch soudní okres Bělá) und Münchengrätz (Mnichovo Hradiště) gebildet.
Im Bezirk Münchengrätz lebten 1869 38.237 Personen, wobei der Bezirk ein Gebiet von 8,1 Quadratmeilen und 60 Gemeinden umfasste.
1900 beherbergte der Bezirk 36.805 Menschen, die auf einer Fläche von 438,86 km² bzw. in 63 Gemeinde lebten.
Der Bezirk Münchengrätz umfasste 1910 eine Fläche von 438,86 km² und beherbergte eine Bevölkerung von 39.021 Personen. Von den Einwohnern hatten 1910 36.250 Tschechisch und 2.260 Deutsch als Umgangssprache angegeben. Weiters lebten im Bezirk 151 Anderssprachige oder Staatsfremde. Zum Bezirk gehörten zwei Gerichtsbezirke mit insgesamt 63 Gemeinden bzw. 71 Katastralgemeinden.